# 스콧 맥고프
스콧 토머스 맥고프(영어: Scott Thomas McGough, 1989년 10월 31일 ~ )는 미국의 야구 선수이자, 현 미국 프로야구 내셔널 리그 애리조나 다이아몬드백스의 소속 선수(투수)이다.